# Chiesa di San Felice (Tramonti, Ponte)
La chiesa di San Felice è una chiesa nella frazione di Ponte nel comune di Tramonti. È chiamata anche "San Felice del Ponte" per distinguerla dalla Chiesa di San Felice di Tenna, ubicata nello stesso comune.

## Storia
Si sa molto poco della storia, la fondazione viene fatta risalire al Settecento.

## Descrizione
La chiesa è a una sola navata, con sei cappelle laterali.